# Pseudonyhed
|  | Denne side er foreslået slettet – da en skribent har vurderet at dette emne er for snævert til at kunne bære en artikel i sig selv. Artiklen bør snarest sammenskrives med en anden artikel eller slettes. Klik her for at se sletningsforslaget. |

En pseudonyhed er en historie, der bringes som en nyhed i medierne uden at være det. Det kan fx være fordi nyheden ikke er ny eller fordi den opfattes som uvigtig - der er ikke proportionalitet mellem indholdet og den opmærksomhed det gives. Ordet er kendt siden 1965.